# 醴陵州
醴陵州，元朝时设置的州。
元贞元年（1295年）升醴陵县为州，治所在今湖南省醴陵市。属天临路。辖境相当今湖南省醴陵市地。明朝洪武二年（1369年），复降为县。